# Safir
El safir és una pedra preciosa, una varietat del mineral corindó, que consisteix en òxid d'alumini (α-Al₂O₃) amb traces d'elements com ferro, titani, cobalt, plom, crom, vanadi, magnesi, bor, i silici. El nom safir deriva de la paraula llatina sapphirus, i aquesta del grec sappheiros (σάπφειρος), que es referia al lapislàtzuli.
És considerada una de les quatre pedres precioses més importants del món i de les més belles al costat del robí, el diamant i la maragda. Es troba comunament en jaciments rics de rútil, bauxita i hematita.
Típicament, és blau, però els safirs naturals "fantasia" també es presenten en colors groc, porpra, taronja i verd; els "safirs partí" mostren dos o més colors. També es troben pedres de corindó vermelles, però s'anomenen robins en lloc de safirs. El corindó de color rosa es pot classificar com a robí o safir segons la localitat.
Els safirs es troben en estat natural en una àmplia gamma de colors, des del transparent, passant per diferents tons de roig, groc, blau i les seues combinacions.
Comunament, els safirs naturals es tallen i es poleixen per convertir-los en pedres precioses i es troben en joieries. Els majors productors estan a Àfrica i actualment se n'han trobat jaciments a Amèrica del Sud. També es troben associats amb els robins a Siam i Sri Lanka, i també es troben a Caixmir (Índia), i en una àrea molt extensa de Queensland (Austràlia). L'Antàrtida és rica en aquest mineral, però, a causa del seu delicat equilibri ecològic, se n'ha limitat l'explotació.
Els safirs sintètics, acolorits amb menudíssimes quantitats de crom i titani, es fabriquen des de l'any 1902 pel procés Verneuil. Des de 1940 es començaren a fabricar als Estats Units, i s'aconseguí un gran èxit amb els safirs i robins estavellats, obtinguts introduint-hi titani.També es poden crear amb finalitats industrials o decoratives en grans boles de cristall. A causa de la notable duresa dels safirs –  9 a l'Escala de Mohs (el tercer mineral més dur, després del diamant amb 10 i la moissanita amb 9,5) –  els safirs també s'utilitzen en algunes aplicacions no ornamentals, com ara components òptics optics, finestres d'alta durabilitat, vidres i coixinets de moviment de rellotges de polsera, i oblies electròniques molt fines, que es fan servir com a substrats aïllants de substrats d'electrònica d'estat sòlid de propòsit especial, com ara circuits integrats i LEDs blaus basats en GaN.

## Safirs naturals

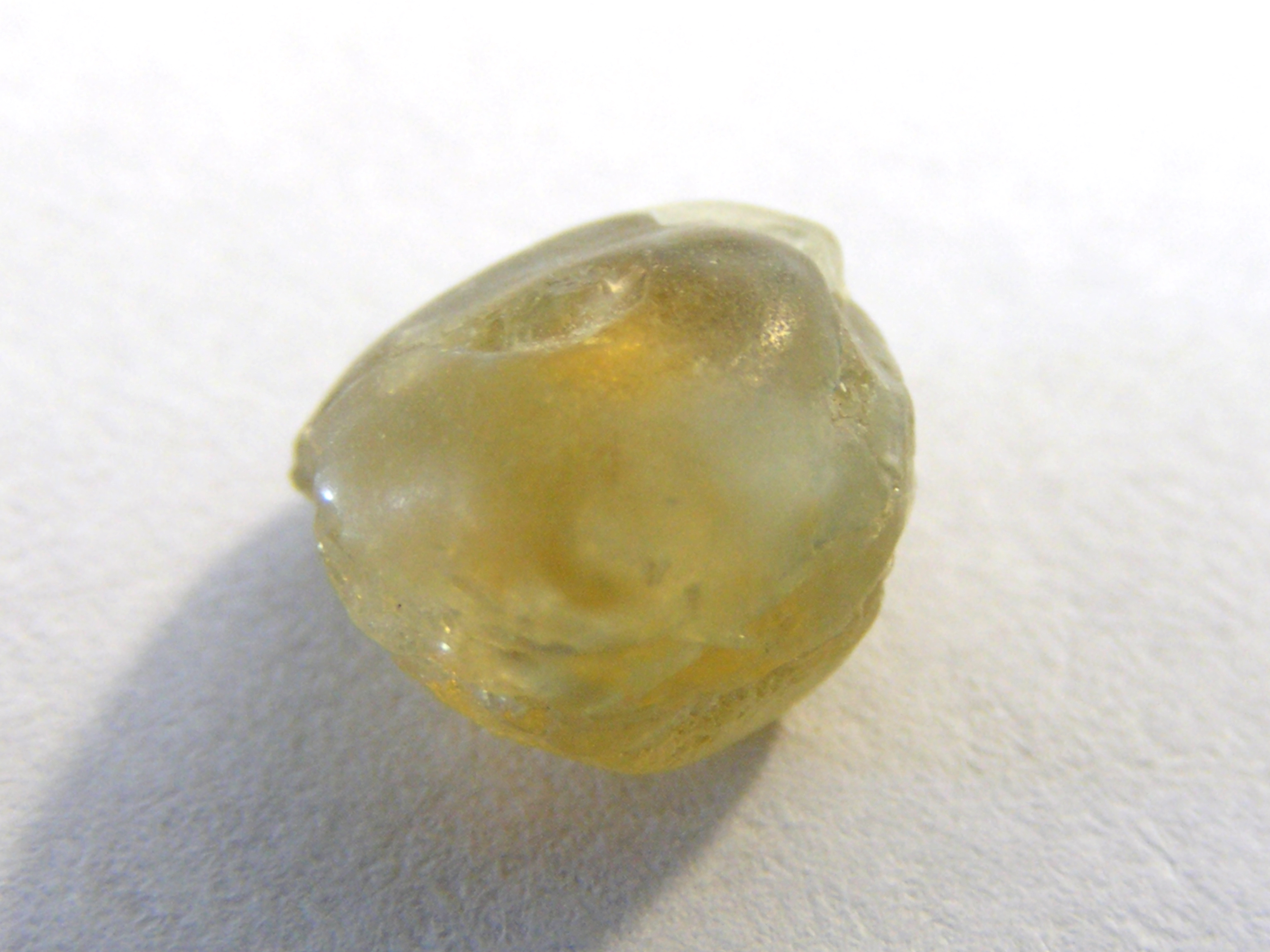
Un safir groc brut i sense tallar trobat a la mina de safirs Spokane prop de Helena, Montana

El safir és una de les dues varietats de gemma del corindó, l'altra és el robí (definit com a corindó en una tonalitat de vermell). Tot i que el blau és el color de safir més conegut, es presenta en altres colors, inclosos el gris i el negre, i també pot ser incolor. Una varietat de safir de color taronja rosat s'anomena Padparadscha.
Es troben importants dipòsits de safir a Austràlia, Afganistan, Cambodja, Camerun, Xina (Shandong), Colòmbia, Etiòpia, Índia (Jammu i Caixmir), Kenya, Laos, Madagascar, Malawi, Moçambic, Myanmar (Birmània), Nigèria, Ruanda, Sri Lanka, Tanzània, Tailàndia, Estats Units (Montana) i Vietnam.:431–707 Els safirs i els robins sovint es troben en els mateixos entorns geogràfics, però generalment tenen formacions geològiques diferents. Per exemple, tant el robí com el safir es troben a la zona de Mogok Stone Tract de Myanmar, però els robins es formen en marbre, mentre que el safir es forma en pegmatites granítiques o sienites de corindó.:403–429
Cada mina de safir produeix una àmplia gamma de qualitat, i l'origen no és garantia de qualitat. Pel que fa al safir, Jammu i Caixmir reben la prima més alta, tot i que Birmània, Sri Lanka i Madagascar també produeixen grans quantitats de gemmes de bona qualitat.
El cost dels safirs naturals varia segons el seu color, claredat, mida, talla i qualitat general. Els safirs que no han estat tractats valen molt més que els que sí que ho han estat. L'origen geogràfic també té un impacte important en el preu. Per a la majoria de les gemmes d'un quirat o més, sovint es requereix als compradors un informe independent d'un laboratori respectat com el GIA, Lotus Gemology o SSEF, abans de fer la compra.

## Colors
Els safirs de colors diferents del blau s'anomenen safirs "fantasia". El "safir partí" s'utilitza per a pedres multicolor amb zonificació de diferents colors (tons), però no diferents tonalitats.
Els safirs fantasia es troben en groc, taronja, verd, marró, porpra, violeta i pràcticament qualsevol altre to.

### Safir blau

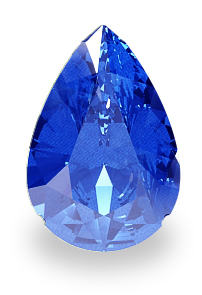
Safir blau en forma de llàgrima

El color d'una gemma es pot descriure en termes de matís, saturació i to. El matís es comprèn comunament com el "color" de la gemma. La saturació es refereix a la vivacitat o brillantor del matís, i el to és la lluminositat a la foscor del matís.: 333–401 El safir blau existeix en diverses mescles dels seus matisos primaris (blau) i secundaris, diversos nivells tonals (ombres) i en diversos nivells de saturació (vivacitat).
Els safirs blaus s'avaluen en funció de la puresa del seu matís blau. El violeta i el verd són els matisos secundaris més comuns que es troben en els safirs blaus.:333–401 Els preus més alts es paguen per les gemmes de color blau pur i de saturació viva. Les gemmes de menor saturació, o que són massa fosques o massa clares en el to, tenen menys valor. Tanmateix, les preferències de color són un gust personal: 333–401
El safir Logan de 423-carat (84.6 g) al Museu Nacional d'Història Natural, a Washington DC, és un dels safirs blaus de qualitat gemma facetats més grans que existeixen.

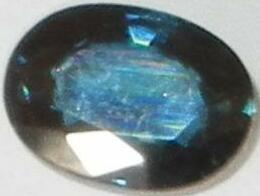
Safir blau fosc, probablement d'origen australià, que mostra la brillantor superficial típica de les gemmes de corindó facetades

### Safirs partí
Els safirs multicolors (o safirs bicolor) són aquelles pedres que presenten dos o més colors dins d'una sola pedra. La conveniència dels safirs multicolors o bicolors es jutja normalment en funció de la zonificació o ubicació dels seus colors, la saturació dels colors i el contrast dels colors. Austràlia és la font més gran de safirs multicolors; no s'utilitzen habitualment en joieria convencional i continuen sent relativament desconeguts. Els safirs multicolors no es poden crear sintèticament i només es produeixen de manera natural.

### Safirs roses

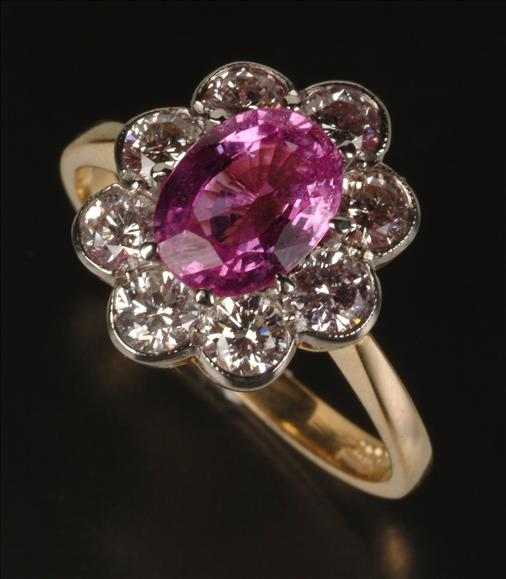
Safir rosa

Els safirs roses es presenten en tonalitats que van del rosa clar al rosa fosc, i s'intensifiquen en color a mesura que augmenta la quantitat de crom. Com més intens és el color rosa, més alt és el seu valor monetari. Als Estats Units, s'ha de complir una saturació de color mínima per ser anomenat robí, altrament la pedra es coneix com a safir rosa.

### Padparadscha

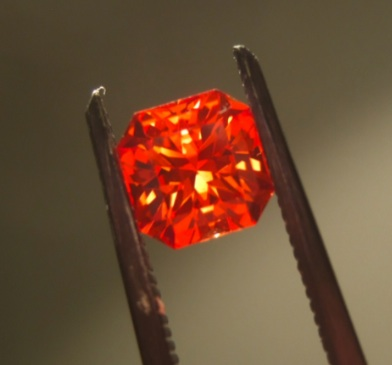
Padparadscha facetat

El padparadscha és un corindó delicat, de to clar a mitjà, de color rosa-taronja a taronja-rosa, originalment trobat a Sri Lanka, però també trobat en dipòsits al Vietnam i parts de l'Àfrica Oriental. Els safirs padparadscha són rars; el més rar de tots és la varietat totalment natural, sense cap signe de tractament artificial.
El nom deriva del sànscrit padma ranga (padma = lotus; ranga = color), un color semblant a la flor de lotus (Nelumbo nucifera).
Entre els safirs fantasia (no blaus), els padparadscha naturals aconsegueixen els preus més alts. Des de 2001, han aparegut més safirs d'aquest color al mercat com a resultat de la difusió artificial de beril·li en la xarxa cristal·lina.

### Safir estel·lar

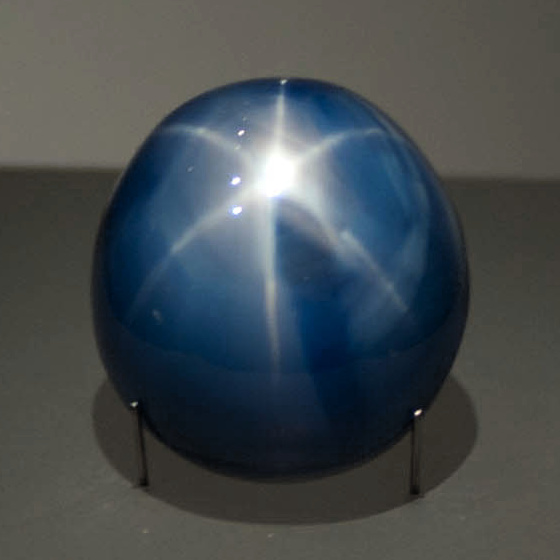
El safir estel·lar Estrella de Lanka de 193,39 carats

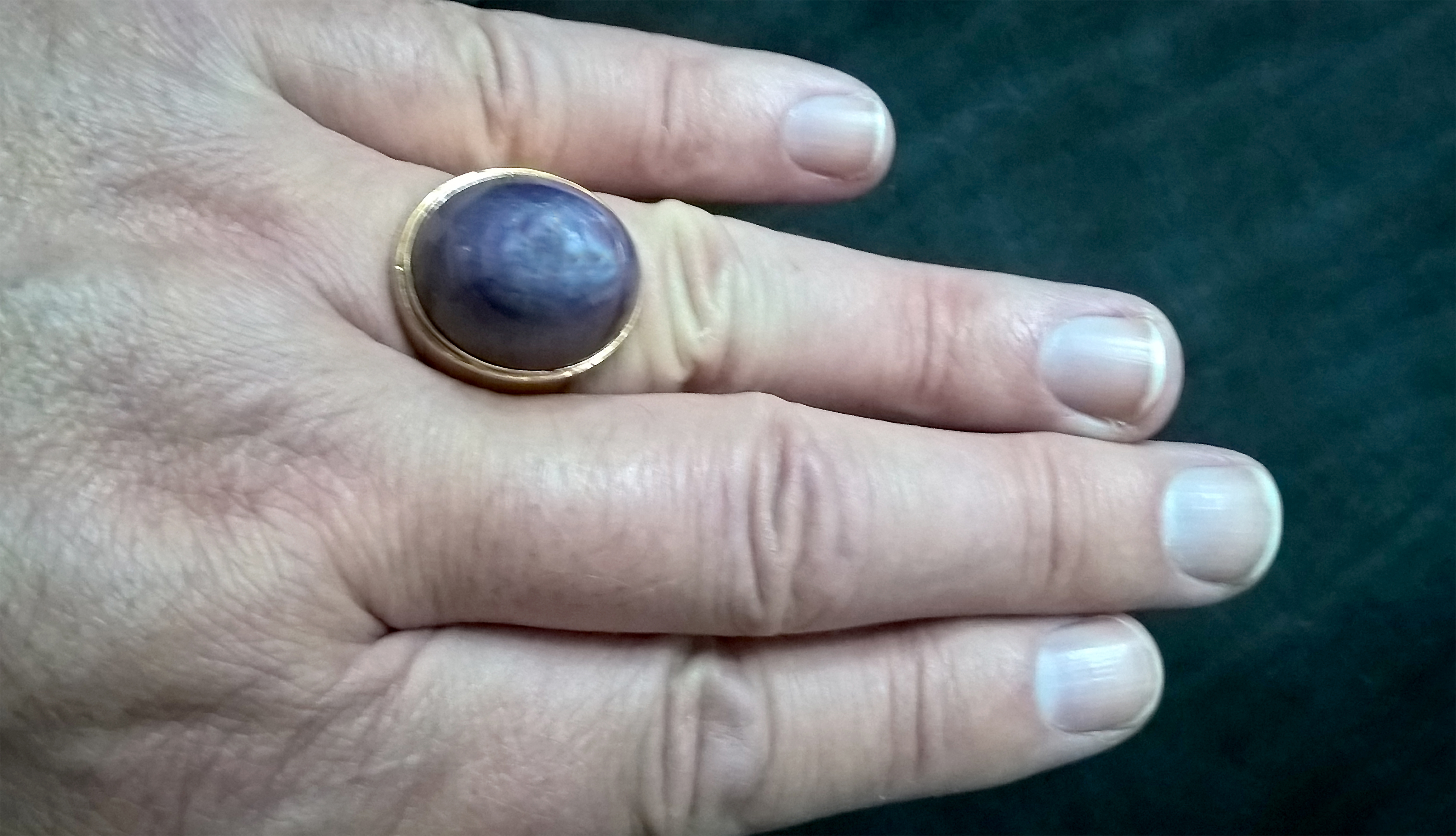
Safir estel·lar de 68 carats amb talla rodona mogul - muntura d'anell d'home - or groc de 750 - orfebre rus - fet a mà cap al 1990

Un safir estel·lar és un tipus de safir que exhibeix un fenomen en forma d'estrella conegut com a asterisme; les pedres vermelles es coneixen com a "robins estel·lars". Els safirs estel·lars contenen inclusions aciculars entrellaçades que segueixen l'estructura cristal·lina subjacent que causa l'aparença d'un patró en forma d'"estrella" de sis raigs quan es veu amb una única font de llum superior. La inclusió sovint és el mineral rútil, un mineral compost principalment per diòxid de titani. Les pedres es tallen en cabochon, típicament amb el centre de l'estrella prop del cim de la cúpula. Ocasionalment, es troben estrelles de dotze raigs, normalment perquè es troben dos conjunts diferents d'inclusions dins de la mateixa pedra, com ara una combinació d'agulles fines de rútil amb petites làmines d'hematita; el primer ocasiona una estrella blanquinosa i el segon dona com a resultat una estrella de color daurat. Durant la cristal·lització, els dos tipus d'inclusions 1  s'orienten preferentment en diferents direccions dins del cristall, formant així dues estrelles de sis raigs que se superposen per formar una estrella de dotze raigs. També es poden formar estrelles deformades o estrelles de 12 raigs com a resultat de la macla. Les inclusions poden alternativament produir un efecte d'ull de gat si el pla de la cintura del cabochon s'orienta paral·lel a l'eix c del cristall en lloc de perpendicular a ell. Per obtenir un ull de gat, els plans de les inclusions exsoltes han de ser extremadament uniformes i compactes. Si la cúpula s'orienta entre aquestes dues direccions, es veurà una estrella descentrada, desplaçada del punt més alt de la cúpula.:101
Amb 1404,49 carats, l'Estrella d'Adam és el safir estel·lar blau més gran conegut. La gemma va ser minada a la ciutat de Ratnapura, al sud de Sri Lanka.
L'Estrella Negra de Queensland, el segon safir estel·lar més gran del món, pesa 733 quirats L'Estrella de l'Índia minada a Sri Lanka i amb un pes de 563,4 quirats es considera el tercer safir estel·lar més gran, i actualment es troba en exposició al Museu Americà d'Història Natural a Nova York.
L'Estrella de Bombai de 182 quirats, minada a Sri Lanka i ubicada al Museu Nacional d'Història Natural a Washington DC, és un altre exemple d'un gran safir estel·lar blau. El valor d'un safir estel·lar depèn no només del pes de la pedra, sinó també del color del cos, la visibilitat i la intensitat de l'asterisme. El color de la pedra té més impacte en el valor que la visibilitat de l'estrella. Com que les pedres més transparents tendeixen a tenir millors colors, les pedres estel·lars més cares són pedres semitransparents de "cos de vidre" amb colors vius.:348–350
El 28 de juliol de 2021, el grup de safirs estel·lars més gran del món, amb un pes de 510 kg (1,120 lb), va ser descobert a Ratnapura, Sri Lanka. Aquest grup de safirs estel·lars va ser anomenat "Safir Serendipitat".

### Safir de canvi de color
Una varietat rara de safir natural, coneguda com a safir de canvi de color, exhibeix diferents colors sota diferents llums. Els safirs de canvi de color són blaus a la llum exterior i porpra sota llum interior incandescent, o verds a verd-gris a la llum del dia i roses a vermell-violeta sota llum incandescent. Els safirs de canvi de color provenen de diverses localitats, incloent-hi Madagascar, Myanmar, Sri Lanka i Tanzània. N'existeixen dos tipus. El primer presenta el cromòfor de crom que crea el color vermell del robí, combinat amb el cromòfor de ferro + titani que produeix el color blau al safir. Un tipus més rar, que prové de la zona de Mogok a Myanmar, presenta un cromòfor de vanadi, el mateix que està present al safir sintètic de canvi de color Verneuil.
Pràcticament totes les gemmes que mostren l'"efecte alexandrita" (canvi de color o 'metamerisme') mostren característiques d'absorció/transmissió similars a l'espectre visible. Es tracta d'una banda d'absorció en el groc (~590 nm), juntament amb valls de transmissió en el blau-verd i el vermell. Per tant, el color que es veu depèn de la composició espectral de la font de llum. La llum del dia és relativament equilibrada en la seva distribució d'energia espectral (SPD) i, com que l'ull humà és més sensible a la llum verda, l'equilibri es decanta cap al costat verd. Tanmateix, la llum incandescent (inclosa la llum de les espelmes) està fortament inclinada cap a l'extrem vermell de l'espectre, decantant així l'equilibri cap al vermell.
Els safirs de canvi de color acolorits pels cromòfors Cr + Fe/Ti generalment canvien de blau o blau-violeta a violeta o porpra. Aquells acolorits pel cromòfor V poden mostrar un canvi més pronunciat, passant de blau-verd a porpra.
Certs safirs sintètics de canvi de color tenen un canvi de color similar a la gemma natural alexandrita i de vegades es comercialitzen com a "alexandrium" o "alexandrita sintètica". Tanmateix, aquest últim terme és un nom inadequat: els safirs sintètics de canvi de color no són, tècnicament, alexandrites sintètiques, sinó més aviat simulants d'alexandrita. Això passa perquè l'alexandrita genuïna és una varietat de crisoberil: no safir, sinó un mineral completament diferent del corindó.

### Grans robins i safirs
Els grans robins i safirs de poca transparència s'utilitzen freqüentment amb taxacions sospitoses que sobrevaloren enormement el seu valor. Aquest va ser el cas del "Safir estel·lar Vida i Orgull d'Amèrica". Cap al 1985, Roy Whetstine va afirmar haver comprat la pedra de 1905 quirats per 10 dòlars a la fira de gemmes de Tucson, però un periodista va descobrir que L.A. Ward de Fallbrook, Califòrnia, que la va taxar a un preu de 1200 dòlars/ct, havia taxat una altra pedra del mateix pes exacte diversos anys abans que Whetstine afirmés haver-la trobat.
Lotus Gemology, amb seu a Bangkok, manté una llista actualitzada dels rècords mundials de subhasta de robins, safirs i espinel·la. Al novembre de 2019, cap safir s'havia venut mai en subhasta per més de 17.295.796 dòlars.

### Safir umba
El safir umba és un tipus únic de safir descobert en 1962 als turons de Gerevi, al nord del riu Umba a la Vall d'Umba de Tanzània. Aquest safir exhibeix una coloració poc comuna respecte dels safirs provinents d'altres parts del món. Es recuperen a partir dels dipòsits al·luvials del riu Umba. Des del novembre de 2006, el govern de Tanzània prohibeix l'exportació d'aquests safirs.

## Causa del color

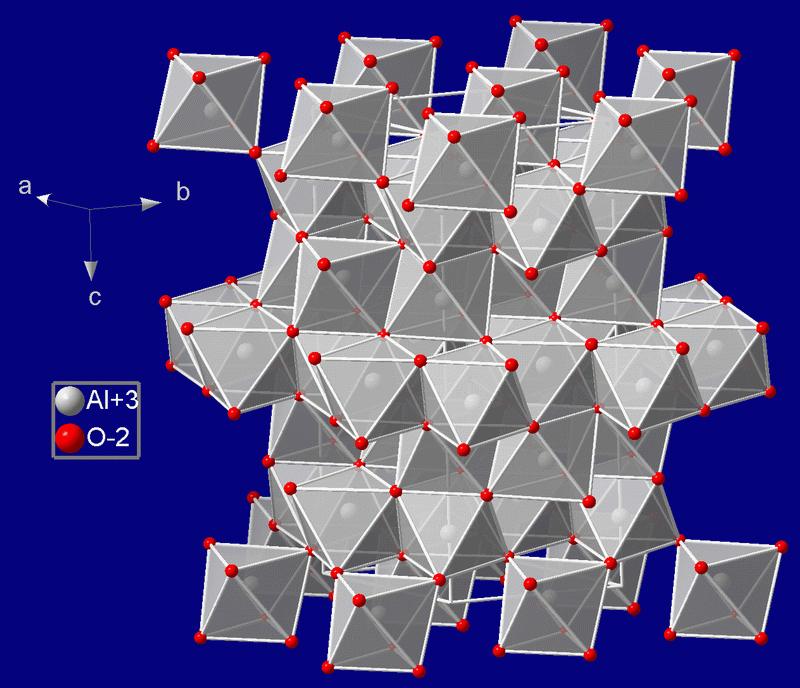
Estructura cristal·lina del safir

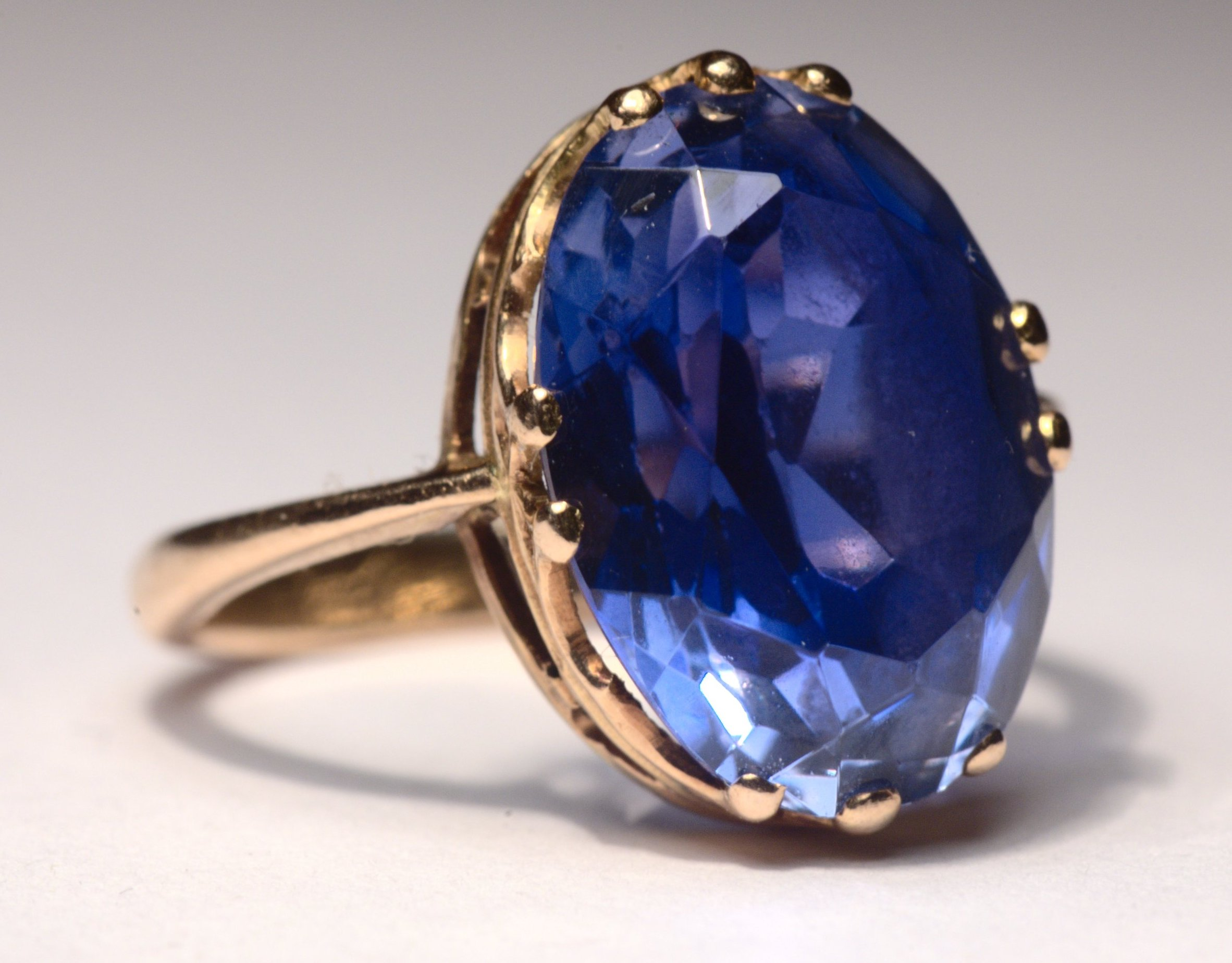
Anell de safir fet c. 1940

Els robins són corindó amb un color corporal vermell dominant. Això generalment és causat per traces de crom (Cr3+) que substitueixen l'ió (Al3+) a l'estructura del corindó. El color pot ser modificat tant pel ferro com pels centres de color de forats atrapats.
A diferència de l'absorció de llum localitzada ("intra-atòmica"), que causa el color per a les impureses de crom i vanadi, el color blau dels safirs prové de la transferència de càrrega intervalència, que és la transferència d'un electró d'un ió de metall de transició a un altre a través de la banda de conducció o la banda de valència. El ferro pot prendre la forma Fe2+ o Fe3+, mentre que el titani generalment pren la forma Ti4+. Si els ions Fe2+ i Ti4+ se substitueixen per Al3+, es creen àrees localitzades de desequilibri de càrrega. Una transferència d'electrons de Fe2+ i Ti4+ pot causar un canvi en l'estat d'oxidació de tots dos. A causa del canvi d'oxidació, hi ha un canvi específic d'energia per a l'electró, i s'absorbeix energia electromagnètica. La longitud d'ona de l'energia absorbida correspon a la llum groga. Quan aquesta llum se sostreu de la llum blanca incident, el color complementari resultant és el blau. De vegades, quan l'espaiat atòmic és diferent en diferents direccions, hi ha un dicroisme blau-verd resultant.
Els safirs porpra contenen traces de crom i ferro més titani i es presenten en una varietat de tonalitats. El corindó que conté nivells extremadament baixos de cromòfors és gairebé incolor. El corindó completament incolor generalment no existeix a la natura. Si hi ha traces de ferro, es pot veure un color groc a verd molt pàl·lid. Tanmateix, si les impureses de titani i ferro estan presents juntes, i en els estats d'oxidació correctes, el resultat és un color blau.
La transferència de càrrega intervalència és un procés que produeix una forta aparença de color amb un baix percentatge d'impuresa. Mentre que almenys l'1% de crom ha d'estar present al corindó abans que es vegi el color vermell profund del robí, el blau del safir és aparent amb la presència de només el 0,01% de titani i ferro.
Els safirs incolors, que són poc comuns a la natura, van ser utilitzats com a substituts del diamant en joieria, i actualment es fan servir com a pedres d'accent.
La descripció més completa de les causes del color al corindó existent es pot trobar al capítol 4 de Ruby & Sapphire: A Gemologist's Guide (capítol escrit per John Emmett, Emily Dubinsky i Richard Hughes).:107–164

## Extracció

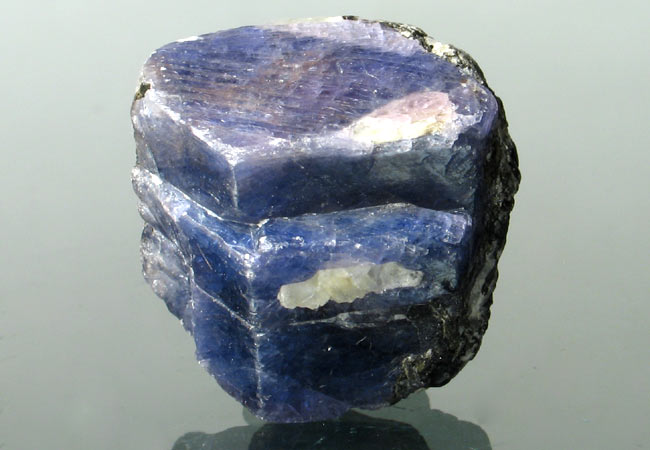
Safir de Madagascar

Els safirs s'extreuen de dipòsits al·luvials o de treballs subterranis primaris. Les localitats comercials de mineria de safir i robí inclouen (però no es limiten a) els següents països: Afganistan, Austràlia, Myanmar/Birmània, Cambodja, Xina, Colòmbia, Índia, Kenya, Laos, Madagascar, Malawi, Nepal, Nigèria, Pakistan, Sri Lanka, Tadjikistan, Tanzània, Tailàndia, Estats Units i Vietnam. Els safirs de diferents ubicacions geogràfiques poden tenir diferents aspectes o concentracions d'impureses químiques, i tendeixen a contenir diferents tipus d'inclusions microscòpiques. 1 Per això, els safirs es poden dividir en tres grans categories: metamòrfics clàssics, metamòrfics no clàssics o magmàtics, i magmàtics clàssics.
Els safirs de certes localitats, o de certes categories, poden ser comercialment més atractius que d'altres, especialment els safirs metamòrfics clàssics de Caixmir, Birmània o Sri Lanka que no han estat sotmesos a tractament tèrmic.
El safir Logan, l'Estrella de l'Índia, l'Estrella d'Adam i l'Estrella de Bombai provenen de mines de Sri Lanka. Madagascar és el líder mundial en producció de safir (a partir del 2007), específicament els seus dipòsits a la ciutat d'Ilakaka i els seus voltants. Abans de l'obertura de les mines d'Ilakaka, Austràlia era el major productor de safirs (com el 1987). El 1991 es va descobrir una nova font de safirs a Andranondambo, al sud de Madagascar. L'explotació va començar el 1993, però va ser pràcticament abandonada pocs anys després per les dificultats en la recuperació de safirs en la seva roca mare.
A Amèrica del Nord, els safirs s'han extret principalment de dipòsits a Montana: fàcies al llarg del riu Missouri prop d'Helena, Dry Cottonwood Creek prop de Deer Lodge, i Rock Creek prop de Philipsburg, tots tres a Montana. Es troben fins safirs blaus safir Yogo a Yogo Gulch a l'oest de Lewistown, també a Montana. També s'han trobat alguns safirs i robins de qualitat gemma a la zona de Franklin, Carolina del Nord.
Els dipòsits de safir de Caixmir són molt coneguts a la indústria de les gemmes, tot i que la seva producció màxima va tenir lloc en un període relativament curt a finals del segle XIX i principis del XX.:463–482 Aquests dipòsits es troben a la vall de Paddar de la regió de Jammu de Jammu i Caixmir a l'Índia. Tenen un to blau viu superior, juntament amb una qualitat misteriosa i gairebé adormida, descrita per alguns entusiastes de les gemmes com a "vellut blau". L'origen de Caixmir contribueix significativament al valor d'un safir, i la major part del corindó d'origen de Caixmir es pot identificar fàcilment per la seva aparença sedosa característica i el seu to excepcional. El blau únic apareix llustrós sota qualsevol mena de llum, a diferència dels safirs no caixmirs que poden aparèixer porpra o grisencs en comparació. Sotheby's ha estat a l'avantguarda supervisant vendes rècord de safirs de Caixmir a tot el món.
A l'octubre de 2014, Sotheby's Hong Kong va assolir rècords consecutius de preu per quirat per als safirs de Caixmir: primer amb l'anell de safir Cartier de 12,00 quirats a 193.975 dòlars americans per quirat, després amb un safir de 17,16 quirats a 236.404 dòlars americans, i de nou el juny de 2015 quan es va establir el rècord de subhasta per quirat a 240.205 dòlars americans. Actualment, el preu rècord mundial per quirat per a un safir en subhasta el té un safir de Caixmir en un anell, que es va vendre l'octubre de 2015 per aproximadament 242.000 US$ per quirat (HK$52.280.000 en total, inclosa la prima del comprador, o més de 6,74 milions de dòlars americans

## Tractaments
Els safirs poden ser tractats amb diversos mètodes per millorar-ne la claredat i el color.:197–247 És una pràctica habitual escalfar els safirs naturals per millorar o realçar el seu aspecte. Això es fa escalfant els safirs en forns a temperatures entre 800º i 1800ºC durant diverses hores, o fins i tot setmanes seguides. Es poden utilitzar diferents atmosferes. En escalfar-se, la pedra es torna de color més blau, però perd algunes de les inclusions de rútil. Quan es fan servir temperatures elevades (1400 °C+), la solució de rútil exsolta es dissol i es torna clara sota la lupa. El titani del rútil entra en solució sòlida i així crea amb el ferro el color blau. Les inclusions en pedres naturals es veuen fàcilment amb una lupa de joier. L'evidència que el safir i altres pedres precioses van ser sotmeses a escalfament es remunta almenys a l'època romana. Les pedres naturals sense escalfar són més rares i sovint es venen acompanyades d'un certificat d'un laboratori gemmològic independent que certifica "sense evidència de tractament tèrmic".

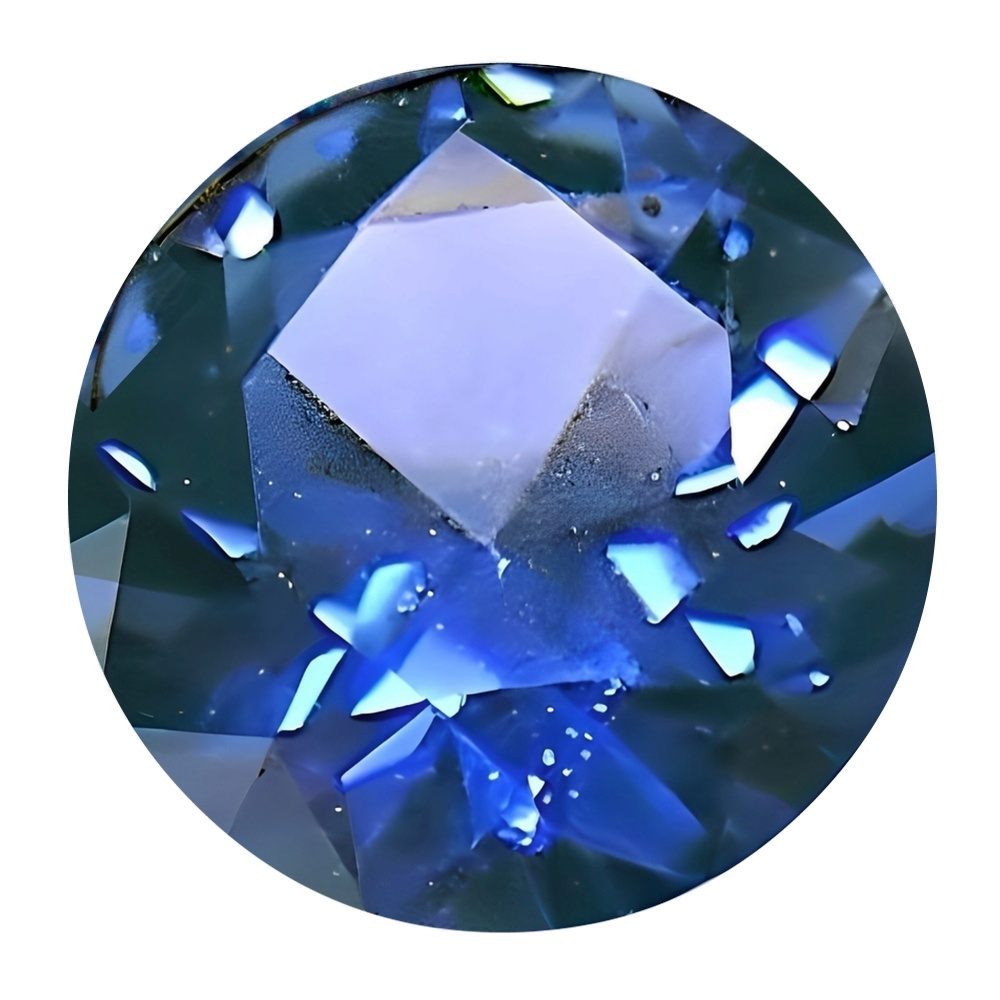
Safir Yogo

Els safirs Yogo no necessiten tractament tèrmic perquè el seu color blau blauet és atractiu tal com surten de la terra; generalment no tenen inclusions i tenen una alta claredat uniforme. Quan Intergem Limited va començar a comercialitzar el Yogo als anys 80 com l'únic safir sense tractar garantit del món, el tractament tèrmic no es divulgava habitualment; a finals dels anys 80, el tractament tèrmic es va convertir en un tema important. En aquell moment, gran part de tots els safirs del món s'escalfaven per millorar el seu color natural. La comercialització per part d'Intergem dels Yogos sense tractar garantits els va enfrontar a molts dins de la indústria de les gemmes. Aquest tema va aparèixer com a notícia de portada a The Wall Street Journal el 29 d'agost de 1984 en un article de Bill Richards, Carats and Schticks: Sapphire Marketer Upsets The Gem Industry. Tanmateix, el problema més gran que va afrontar la mina de Yogo no va ser la competència dels safirs escalfats, sinó el fet que les pedres de Yogo mai podrien produir quantitats de safir superiors a un carat després del facetat. Com a resultat, ha continuat sent un producte de nínxol, amb un mercat que existeix principalment als EUA.: 676–695
Els tractaments de difusió de xarxa ('bulk') s'utilitzen per afegir impureses al safir per millorar el color. Aquest procés va ser desenvolupat i patentat originalment per la divisió Linde Air de Union Carbide i consistia a difondre titani en safir sintètic per igualar el color blau. Posteriorment es va aplicar al safir natural. Avui, la difusió de titani sovint utilitza una base de safir sintètic incolora. La capa de color creada per la difusió de titani és extremadament fina (menys de 0,5 mm). Per tant, el repolat pot produir, i de fet ho fa, una pèrdua de color lleu a significativa. S'ha intentat la difusió de crom, però es va abandonar a causa de les lentes velocitats de difusió del crom en el corindó.
L'any 2000, van entrar al mercat safirs de color "padparadscha" difosos amb beril·li. Típicament, el beril·li es difon en un safir sota una calor molt alta, just per sota del punt de fusió del safir. Inicialment () es van crear safirs taronges, tot i que ara el procés ha avançat i molts colors de safir sovint es tracten amb beril·li. A causa de la petita mida de l'ió de beril·li, la penetració del color és molt més gran que amb la difusió de titani. En alguns casos, pot penetrar tota la pedra. Els safirs taronges difosos amb beril·li poden ser difícils de detectar, i requereixen una anàlisi química avançada per part de laboratoris gemmològics (p. ex., Gübelin, SSEF, GIA, American Gemological Laboratories (AGL), Lotus Gemology.)
Segons les directrius de la Comissió Federal de Comerç dels Estats Units, es requereix la divulgació de qualsevol mode de millora que tingui un efecte significatiu en el valor de la gemma.
Hi ha diverses maneres de tractar el safir. El tractament tèrmic en una atmosfera reductora o oxidant (però sense l'ús d'altres impureses afegides) s'utilitza comunament per millorar el color dels safirs, i aquest procés de vegades es coneix com a "només escalfament" en el comerç de gemmes. En canvi, però, el tractament tèrmic combinat amb l'addició deliberada de certes impureses específiques (per exemple, beril·li, titani, ferro, crom o níquel, que s'absorbeixen a l'estructura cristal·lina del safir) també es realitza comunament, i aquest procés es pot conèixer com a "difusió" en el comerç de gemmes. Tanmateix, malgrat el que puguin suggerir els termes "només escalfament" i "difusió", ambdues categories de tractament impliquen realment processos de difusió.
La descripció més completa dels tractaments del corindó existent es pot trobar al capítol 6 de Ruby & Sapphire: A Gemologist's Guide (capítol escrit per John Emmett, Richard Hughes i Troy R. Douthit).:197–247

## Safir sintètic

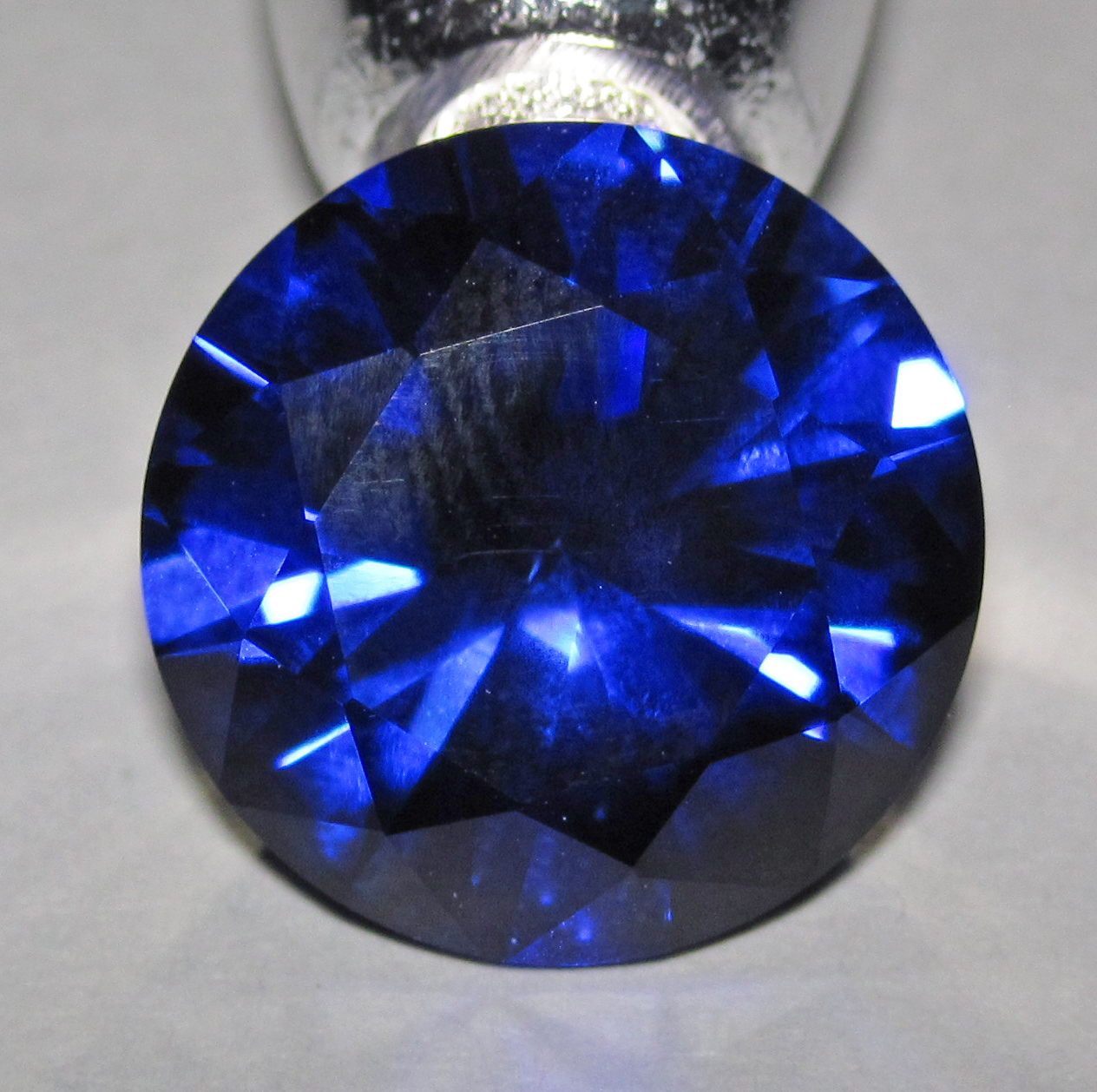
Safir sintètic

El 1902, el químic francès Auguste Verneuil va anunciar un procés per produir cristalls sintètics de robí. En la fusió a la flama (procés de Verneuil), es afegeix pols fina d'alúmina a una flama d'oxihidrogen, i aquesta es dirigeix cap avall contra un pedestal de ceràmica. Després de la síntesi exitosa del robí, Verneuil va centrar els seus esforços en el safir. La síntesi del safir blau va arribar el 1909, després que les anàlisis químiques del safir suggerissin a Verneuil que el ferro i el titani eren la causa del color blau. Verneuil va patentar el procés de producció de safir blau sintètic el 1911.:254–255
La clau del procés és que la pols d'alúmina no es fon mentre cau a través de la flama. En canvi, forma un con de sinterització al pedestal. Quan la punta d'aquest con arriba a la part més calenta de la flama, la punta es fon. Així, el creixement del cristall comença des d'un punt minúscul, assegurant una tensió mínima.
A continuació, s'afegeix més oxigen a la flama, fent que cremi una mica més calenta. Això expandeix lateralment el cristall en creixement. Al mateix temps, el pedestal es baixa a la mateixa velocitat que el cristall creix verticalment. L'alúmina a la flama es diposita lentament, creant una "boule" de material de safir en forma de llàgrima. Aquest pas es continua fins que s'assoleix la mida desitjada, s'apaga la flama i el cristall es refreda. El cristall ara allargat conté molta tensió a causa de l'alt gradient tèrmic entre la flama i l'aire circumdant. Per alliberar aquesta tensió, el cristall ara en forma de dit es colpejarà amb un cisell per dividir-lo en dues meitats.:249–309
A causa del creixement vertical en capes del cristall i la superfície de creixement superior corba (que comença amb una gota), els cristalls mostraran línies de creixement corbes que segueixen la superfície superior de la bulla. Això contrasta amb els cristalls de corindó naturals, que presenten línies de creixement angulars que s'expandeixen des d'un sol punt i segueixen les cares cristal·lines planes.

### Dopants
Es poden afegir dopants químics per crear versions artificials del robí i de tots els altres colors naturals del safir, i a més, altres colors mai vistos en mostres geològices. El material de safir artificial és idèntic al safir natural, excepte que es pot fabricar sense els defectes que es troben a les pedres naturals. El desavantatge del procés de Verneuil és que els cristalls cultivats tenen altes tensions internes. Molts mètodes de fabricació de safir avui dia són variacions del procés de Czochralski, que va ser inventat el 1916 pel químic polonès Jan Czochralski. En aquest procés, un petit cristall de llavor de safir es submergeix en un gresol fet del metall preciós iridi o molibdè, que conté alúmina fosa, i després es retira lentament cap amunt a una velocitat d'1 a 100 mm per hora. L'alúmina cristal·litza a l'extrem, creant bulles allargades en forma de pastanaga de gran mida, fins a 200 kg de massa.

### Altres mètodes de creixement
El safir sintètic també es produeix industrialment a partir d'òxid d'alumini aglomerat, sinteritzat i fusionat (com per premsat isostàtic en calent) en una atmosfera inert, donant un producte policristal·lí transparent però lleugerament porós.
El 2003, la producció mundial de safir sintètic va ser de 250 tones (1,25 × 109 quirats), principalment pels Estats Units i Rússia. La disponibilitat de safir sintètic barat va obrir molts usos industrials per a aquest material únic.

### Aplicacions

#### Finestres d'equipament

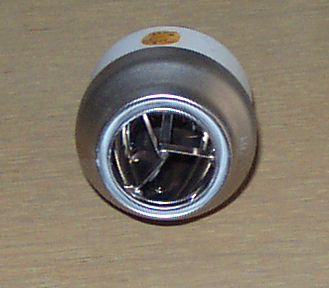
Llum d'arc de xenó Cermax amb finestra de sortida de safir sintètic

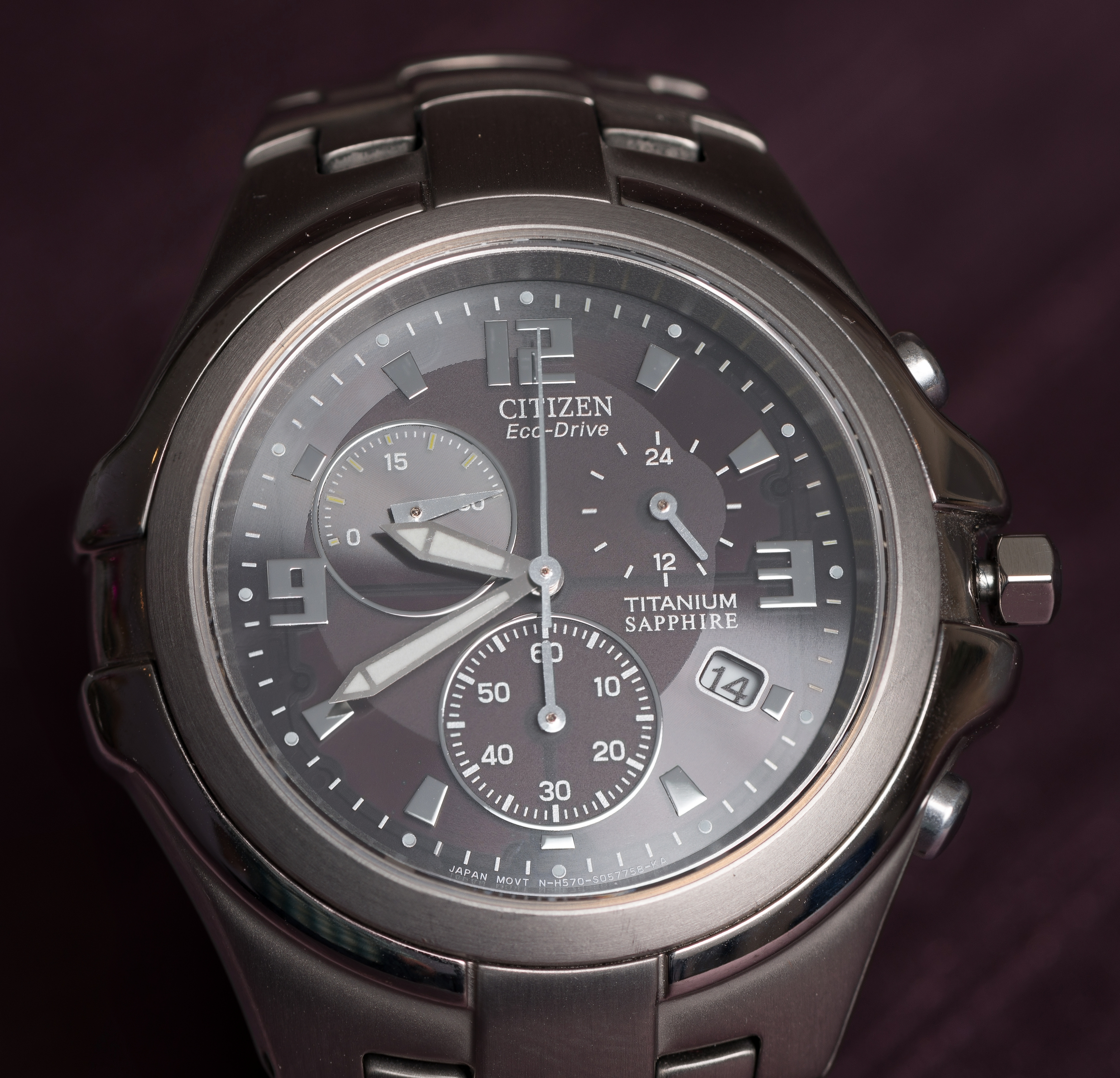
Rellotge de polsera amb vidre de rellotge de safir sintètic

El safir sintètic —també anomenat vidre de safir— s'utilitza habitualment per a finestres petites, perquè és altament transparent a longituds d'ona de llum entre 150 nm (UV) i 5500 nm (IR) (l'espectre visible s'estén aproximadament de 380 nm a 750 nm), i extraordinàriament resistent a les ratllades.
Els beneficis clau de les finestres de safir són:
- Banda de transmissió òptica molt ampla des de l'UV fins a l'infraroig proper (0,15–5,5 μm)
- Significativament més fort que altres materials òptics o finestres de vidre estàndard
- Altament resistent a les ratllades i a l'abrasió (9 a l'escala de Mohs de duresa mineral, la tercera substància natural més dura després de la moissanita i els     diamants)[37]
- Temperatura de fusió extremadament alta (2030 °C)

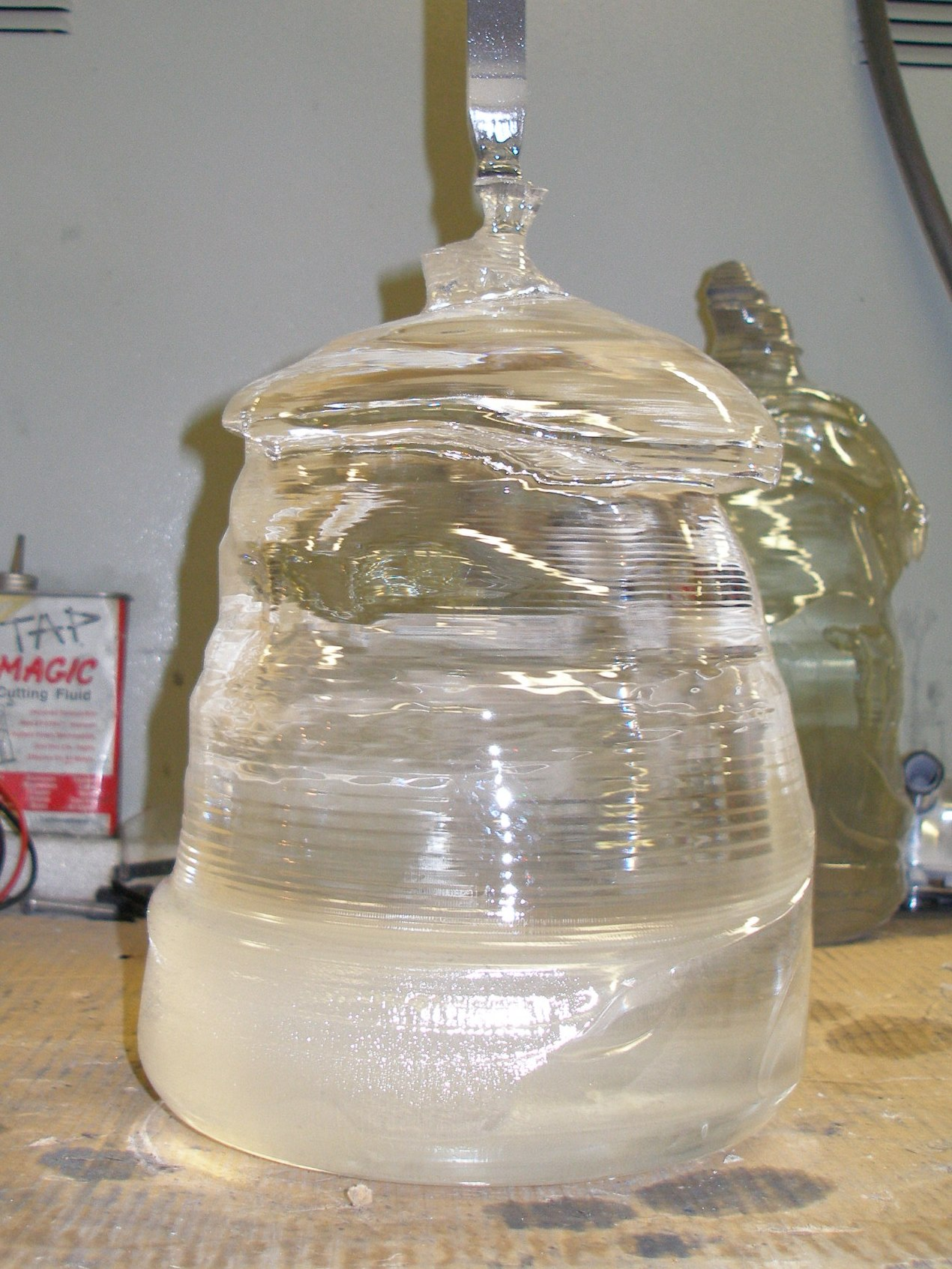
Boule de safir monocristal·lí cultivada pel mètode de Kyropoulos. Aproximadament 200 mm de diàmetre, amb un pes aproximat de 30 kg. (Una segona boule és visible al fons.)

Algunes finestres de vidre de safir es fabriquen a partir de boules de safir pur que s'han cultivat en una orientació cristal·lina específica, típicament al llarg de l'eix òptic, l'eix c, per a una birefringència mínima per a l'aplicació.
Les boules es tallen en el gruix de finestra desitjat i finalment es poleixen fins a l'acabat superficial desitjat. Les finestres òptiques de safir es poden polir fins a una àmplia gamma d'acabats superficials a causa de la seva estructura cristal·lina i la seva duresa. Els acabats superficials de les finestres òptiques normalment es defineixen mitjançant les especificacions de ratllat i picat d'acord amb l'especificació MIL-O-13830 adoptada globalment.

Les finestres de safir s'utilitzen tant en cambres d'alta pressió com de buit per a espectroscòpia, cristalls per a rellotges i finestres en lectors de codis de barres de supermercats, ja que l'excepcional duresa i tenacitat del material el fan molt resistent a les ratllades.
El 2014, Apple va consumir "una quarta part del subministrament mundial de safir per cobrir la lent de la càmera i el lector d'empremtes digitals de l'iPhone".
S'han fet diversos intents per fer viables les pantalles de safir per a telèfons intel·ligents. Apple va contractar GT Advanced Technologies, Inc. per fabricar pantalles de safir per a iPhones, però l'empresa va fracassar, provocant la fallida de GTAT. El Kyocera Brigadier va ser el primer telèfon intel·ligent de producció amb pantalla de safir.
El safir s'utilitza per a les finestres finals d'alguns tubs làser d'alta potència, ja que la seva transparència de banda ampla i la seva conductivitat tèrmica li permeten gestionar densitats de potència molt elevades en l'espectre infraroig i ultraviolat sense degradar-se a causa de l'escalfament.
Un tipus de llum d'arc de xenó —originalment anomenada "Cermax" i ara coneguda genèricament com a "llum de xenó de cos ceràmic"— utilitza finestres de sortida de cristall de safir que toleren càrregues tèrmiques més elevades i, per tant, poden proporcionar potències de sortida més elevades que les làmpades Xe convencionals amb finestres de sílice pura.
Es va utilitzar una finestra de safir per a la finestra del sistema de punteria electroòptica F-35 Lightning 2, a causa de la seva alta resistència.

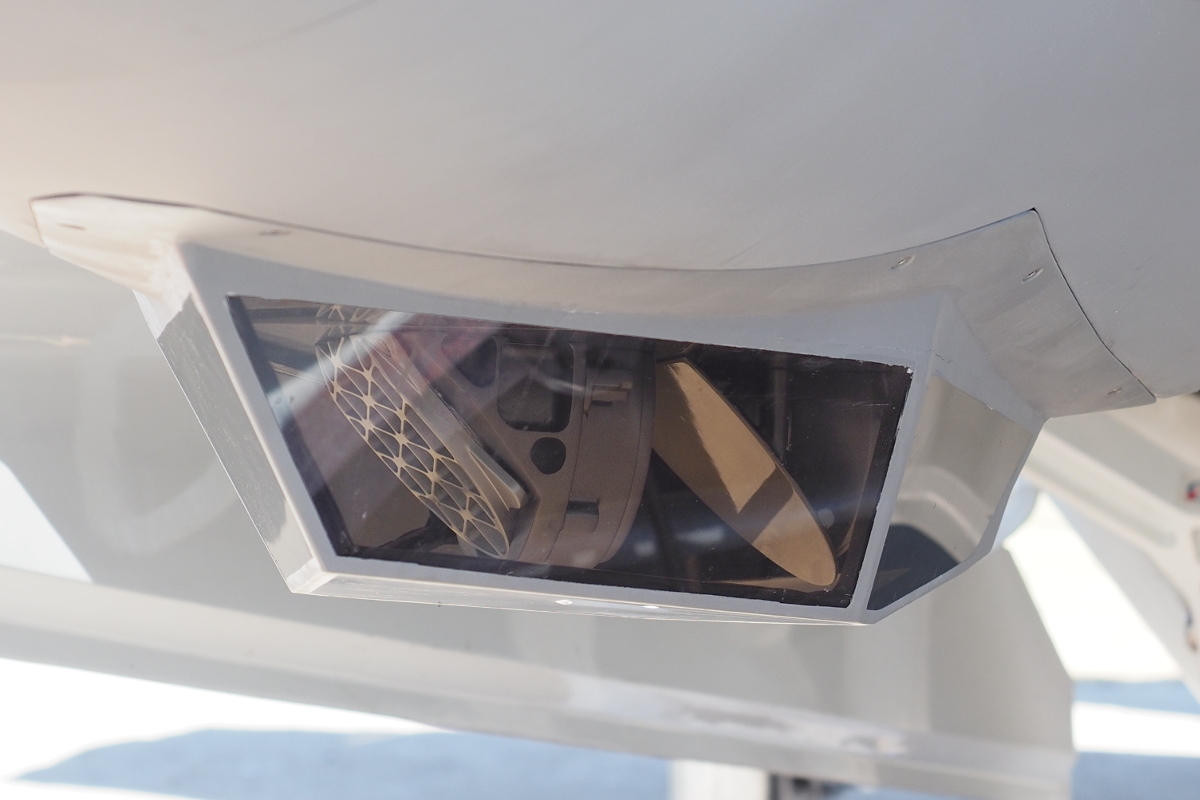

Juntament amb el zirconi i l'oxinitrur d'alumini, el safir sintètic s'utilitza per a finestres resistents a la ruptura en vehicles blindats i diversos vestits de armadura corporal militar, en associació amb materials compostos.

#### Com a substrat per a circuits semiconductors
Les làmines primes de safir van ser el primer ús exitós d'una oblia aïllant sobre la qual dipositar silici per fabricar els circuits integrats coneguts com a silici sobre safir o "SOS"; ara també es poden utilitzar altres substrats per a la classe de circuits coneguts més generalment com a silici sobre aïllant. A més de les seves excel·lents propietats d'aïllament elèctric, el safir té una alta conductivitat tèrmica. Els xips CMOS sobre safir són especialment útils per a aplicacions de radiofreqüència (RF) d'alta potència, com les que es troben en telèfons mòbils, ràdios de banda de seguretat pública i sistemes de comunicació per satèl·lit. "SOS" també permet la integració monolítica de circuits tant digitals com analògics en un sol xip IC, i la construcció de circuits de molt baixa potència.
En un procés, després que es cultivin les boules de safir monocristal·lí, es barren per obtenir varetes cilíndriques, i després es tallen làmines d'aquests nuclis.
Les làmines de safir monocristal·lí també s'utilitzen a la indústria dels semiconductors com a oblia per al creixement de dispositius basats en nitrur de gal·li (GaN). L'ús de safir redueix significativament el cost, ja que té aproximadament una setena part del cost del germani. El nitrur de gal·li sobre safir s'utilitza habitualment en díodes emissors de llum (LED) blaus.

#### En làsers

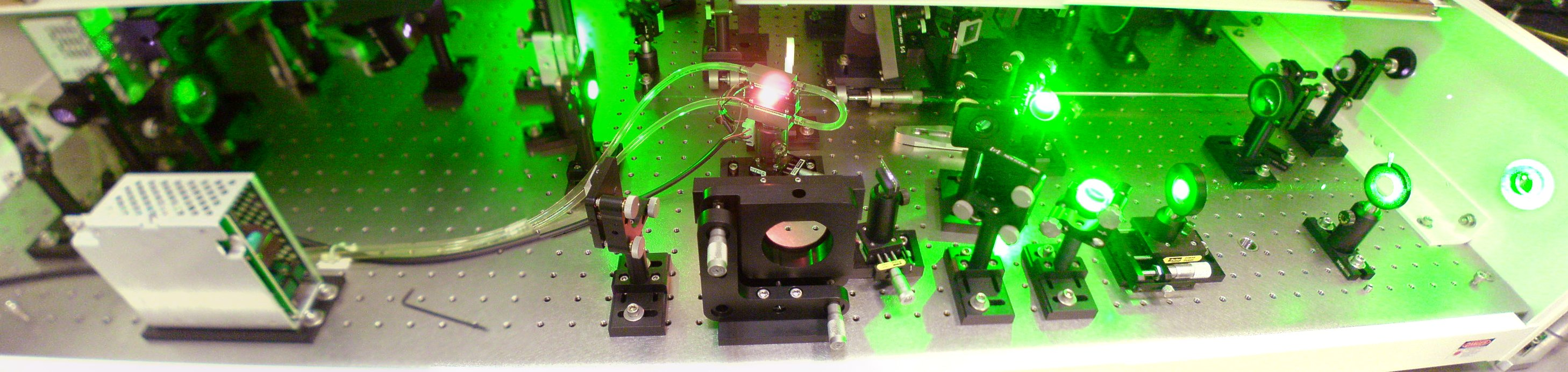
Làser Ti-Safir en funcionament a la CAS, Praga

El primer làser va ser fabricat el 1960 per Theodore Maiman amb una vareta de robí sintètic. Els làsers de titani-safir són populars a causa de la seva capacitat relativament rara de ser sintonitzats a diverses longituds d'ona en la regió vermella i propera a l'infraroig de l'espectre electromagnètic. També es poden mode-bloquejar fàcilment. En aquests làsers, un cristall de safir produït sintèticament amb impureses de crom o titani s'irradia amb llum intensa d'una làmpada especial o d'un altre làser, per crear emissió estimulada.

#### En endopròtesis
El safir monocristal·lí és força biocompatible i el desgast excepcionalment baix dels parells safir-metall ha conduït a la introducció (a Ucraïna) de monocristalls de safir per a les endopròtesis d'articulació de maluc.